# Prettos
Prettos é uma dupla formada pelos irmãos Magnu Sousá - Magno de Oliveira Souza e Maurílio de Oliveira - Maurilio de Oliveira Souza ; cantores, instrumentistas, produtores, atores e compositores de samba nascida em 2014 após a dissolução do grupo musical Quinteto em Branco e Preto, no qual permaneceram em atividade por 18 anos. Em 2013, ainda no Quinteto foram os ganhadores do 24.º Prêmio da Música Brasileira em fato inédito; concorreram na mesma categoria com dois álbuns por eles produzidos - Quinteto (2012) e Comunidade Samba da Vela (2012).

## Carreira
Magnu Sousá e Maurílio de Oliveira possuem mais de 30 anos de uma carreira sólida na música brasileira. Já se apresentaram ao lado dos maiores nomes do samba entre outros gêneros, tais como: Maria Rita, Beth Carvalho, João Nogueira, Nelson Sargento, Célia, Monarco, Osvaldinho da Cuíca, Germano Mathias, Seu Jorge, Paula Lima, Paulinho da Viola, Noite Ilustrada, Jorge Aragão, Diogo Nogueira, Walter Alfaiate.
A convite do grande produtor Fernando Faro, Magnu Sousá e Maurilio de Oliveira, se apresentaram em 14 Programas Ensaio da TV Cultura acompanhando diversos artistas como; Noca da Portela, Wilson das Neves, Wilson Moreira, Nei Lopes, Xangô da Mangueira, Walter Alfaiate, Carlinhos Vergueiro, Moacyr Luz, Ivone Lara, Luiz Carlos da Vila, Almir Guineto, Beth Carvalho, Surica da Velha Guarda da Portela, Quinteto em Branco e Preto. 
Possuem músicas gravadas por vários interpretes tais quais; Maria Rita; "No meio do salão", Beth Carvalho; "Melhor pra nós dois", e "A comunidade chora", Alcione; " Xequeré", "Primo do Jazz", "Laguidibá", Fabiana Cozza, Luiz Carlos da Vila, Jair Rodrigues, o qual produziram o seu 46.º álbum - Jair Rodrigues em Branco e Preto. Alguns dos sambistas já citados, possuem colaborações e composições em parceria com Magnu e Maurilio, tais quais; Wilson das Neves, Maria Rita, Nei Lopes, Wilson Moreira, Almir Guineto, Paulo Miklos.
Magnu Sousá e Maurílio de Oliveira são fundadores da Comunidade Samba da Vela(17/07/2000), importante movimento artístico e cultural brasileiro que tem como principal objetivo revelar novos compositores de samba, apresentando-os diretamente ao público. Parte de sua história é citada no livro de Osvaldinho da Cuica - "Batuqueiros da Pauliceia"
Em 2013, enquanto integrantes do Quinteto em Branco e Preto, Magnu e Maurilio, no dia 2 de dezembro (Dia Nacional do Samba), em que assumiram a direção artística e musical do ato solene com a assinatura do Secretário Juca Ferreira serviu para homologar e, por sua vez, oficializar o seu reconhecimento como patrimônio imaterial e histórico da cidade (Tombamento do Samba Paulistano). Nesta mesma data, a partir das 21h, aconteceu um grande encontro de sambistas paulistanos e de outras regiões do país. Sobem ao palco do Theatro Municipal da Cidade de São Paulo, o Quinteto em Branco e Preto, Dona Esther e a Roda de Samba de Pirapora, Osvaldinho da Cuíca, Dona Inah, Germano Mathias, Beth Carvalho e Riacho, evento intitulado a “Semana do Samba” . 
Em 2016, idealizaram e produziram o espetáculo intitulado Pelo Telefone - na Linha do Tempo do Samba  sob a direção executiva da produtora Margareth Valentim, cuja proposta era homenagear o centenário do samba e foi um sucesso de critica e público, apresentando um vasto repertório cuidadosamente pensado, adotando como critério a palavra "Samba", e ou o verbo sambar em todas as composições, exaltando ainda mais este gênero musical, que é o maior alicerce da nossa música popular brasileira. Nesse mesmo período participaram paralelamente de outro espetáculo idealizado pelo músico e produtor musical Luiz Felipe de Lima, intitulado Século do Sambae que contou com a participação de Leci Brandão, Monarco, Nei Lopes, Pedro Luis, Jads Macalé, João Martins e Tantinho da Mangueira, sendo todos os shows realizados nos teatros do Centro Cultural Banco do Brasil, turnê São Paulo, Distrito Federal, Rio de Janeiro, Belo Horizonte.
Já em 2018, a dupla Prettos executou a direção musical do espetáculo intitulado "Obrigado Clementina", idealizado pelo Rapper Emicida, uma homenagem a grande cantora Clementina de Jesus em virtude dos trinta anos de seu falecimento.
Magnu e Maurilio, ainda em 2018, idealizaram e fundaram, sob coordenação da produtora Margareth Valentim, o Quintal dos Prettos , o que os torna responsáveis por trazer de volta a verdadeira Roda de Samba, que busca o resgate da atmosfera  do samba que acontecia na década de 1980. Um movimento de resistência onde não se utiliza microfones, tendo sua instrumentação toda acústica, onde o público participa diretamente, cantando e batendo na palma da mão. O repertório é livre, composto por grandes clássicos do gênero, conhecidos ou não do grande público, cujo objetivo é revisitar as obras e não deixá-las caírem no esquecimento.
Tanto o Quinteto em Branco e Preto, como,  Comunidade Samba da Vela, Prettos, todos foram batizado por Beth Carvalho, e em 2018, ela batizou também o Quintal dos Prettos, ano de sua fundação. Na ocasião, o Prettos realizou um Quintal especial de aniversário para a Madrinha do Samba, onde teve a presença de grandes sambistas brasileiros. Essa foi sua última comemoração, vindo a falecer em 2019. 
Magnu Sousá e Maurilio de Oliveira tiveram uma relação muito próxima de Beth, tanto de amizade como profissional; trabalharam com ela durante 10 longos anos nos 20 de convivência, onde aprenderam música, cultura, politica, entre outras, e viajaram por diversos países. O último show de Beth Carvalho foi com os Prettos no Rio de Janeiro, na Marina da Glória, Oktoberfest Rio em 21/10/2018.
Em 2022 a Escola de Samba 11 vezes campeã do Grupo Especial do Estado de São Paulo. Intitulada  “Morada do Samba”, convidou o Prettos para desfilar, nesse ano a escola foi vice-campeã, porém em 2023 a Mocidade homenageou o samurai negro Yasuke, tendo a dupla em seu segundo ano desfilando a convite da presidente Solange Cruz e do mestre Sombra por intermédio de Luciana Pereira. E foi neste ano que Magnu e Maurilio celebraram a sua primeira vitória no carnaval paulistano através dessa grandiosa agremiação Mocidade Alegre.

## Formação
- Magnu Sousá (Voz, Pandeiro, Compositor)
- Maurílio de Oliveira (Voz, Cavaquinho, Compositor)

## Discografia
| Álbuns                                              | Ano  | Observações                                                                       |
| --------------------------------------------------- | ---- | --------------------------------------------------------------------------------- |
| Prettos Um Brinde Ao Mestre Cartola 74              | 2024 | Gravadora (Sambistica • Ditto Music) Álbum de Estudio                             |
| Prettos Prettos no Pagode                           | 2023 | Gravadora (Sambistica • Ditto Music) Áudiovisual                                  |
| Prettos Axé                                         | 2023 | Gravadora (Sambistica • Ditto Music) Álbum de Estudio                             |
| Prettos Quintal dos Prettos ao Vivo                 | 2021 | Gravadora (Sambistica • Ditto Music) Áudiovisual                                  |
| Prettos Novo Viver                                  | 2020 | Gravadora (Sambistica • Ditto Music) Cd 4 estrelas - G1 Globo por Mauro Ferreira  |
| Showlivre Prettos ao Vivo                           | 2018 | Gravadora (Showlivre)                                                             |
| Prettos Essência da Origem                          | 2017 | Gravadora (Sambística/Tratore) Cd 5 estrelas - G1 Globo por Mauro Ferreira        |
| Quinteto Em Branco e Preto Quinteto                 | 2012 | Gravadora (Sambística/Radar Record) Vencedor do 24º Prêmio da Música Brasileira   |
| Samba da Vela Revelando Novos Compositores          | 2012 | Gravadora (Sambística/Radar Record) Álbum indicado ao prêmio da música brasileira |
| Quinteto Em Branco e Preto Patrimônio da Humanidade | 2009 | Gravadora (Trama) Álbum indicado ao prêmio da música brasileira                   |
| Samba da Vela A Comunidade Samba da Vela            | 2004 | Gravadora (Por do Som)                                                            |
| Quinteto Em Branco e Preto Sentimento Popular       | 2003 | Gravadora (CPC Umes) Álbum indicado ao prêmio da música brasileira                |
| Quinteto Em Branco e Preto Riqueza do Brasil        | 2000 | Gravadora (CPC Umes)                                                              |

## Quintal dos Prettos
Projeto idealizado por Magnu Sousá, Maurílio de Oliveira e Margareth Valentim, o Quintal dos Prettos, é considerada como uma das maiores rodas de samba do Brasil, e tem como finalidade, proporcionar uma atmosfera das antigas rodas de samba, que aconteciam na década de 1980, em vários lugares do país. Época em que o samba alcançou o seu apogeu e revelou grandes nomes como: Grupo Fundo de Quintal, Almir Guinéto - "O Rei do Pagode", Arlindo Cruz, Leci Brandão, Jorge Aragão, Zeca Pagodinho, Jovelina Pérola Negra e tantos outros. 
Neste formato “Roda de Samba Acústica”, depois de quase três décadas sem acontecer, a ideia é restabelecer a conexão das pessoas com esse estilo de se fazer samba, além de promover um grande encontro de; Arte, Cultura, Lazer, Entretenimento e Empreendedorismo.
O Quintal dos Prettos acontece na Vila Maria Zelia em São Paulo, espaço aberto para todas as idades e busca unir diferentes públicos sempre ao primeiro domingo de cada mês tendo o evento duração de seis horas, sendo quatro horas de samba sem intervalo, onde o artista é o povo, que acompanha em todas as músicas, o que torna esse encontro - o pagode - uma celebração do samba e da cultura genuinamente brasileira, o qual promove fortalecimento da identidade do povo preto e sua autoestima.
Em 2025, o Quintal dos Prettos comemorou seu sétimo aniversário com uma edição especial da roda de samba, que reuniu aproximadamente 3 mil pessoas. O evento contou com participações surpresa dos artistas Péricles e Glória Groove, que se apresentaram ao lado do grupo. A celebração também integrou uma experiência imersiva promovida pelo Spotify Brasil, como parte da campanha “É no Pagode”, voltada à valorização do samba e do pagode. O Quintal dos Prettos foi o primeiro espaço a receber a ação, reafirmando sua importância no cenário musical brasileiro contemporâneo

## Filmografia
Em 2009 a Dupla Prettos participou do filme É Proibido Fumar, da diretora Anna Muylaert, contracenando com grandes nomes do cinema e televisão brasileira com Glória Pires, Paulo César Pereio, Marisa Orth e Paulo Miklos, já com este último realizam em 2010 o grande espetáculo musical A Alma Roqueira de Noel e um curta-metragem dirigido por Alex Miranda, que em 2011 foi exibido na 35.ª Mostra Internacional de Cinema em São Paulo.
Em 2012, a convite do diretor de cinema Luiz Dantas, a dupla Prettos participou do premiado filme Se Deus Vier, Que Venha Armado, protagonizado por Vinícius de Oliveira e Leonardo Santiago.
Em 2018 - Lançou o video clipe da música Marabaixo , com a participação de Deise D’anne - Miss Maranhão e top três do concurso Miss Brasil 2016, Grupo Tambor de Crioula do bairro Alemanha e das bailarinas Thalyta e Isabela Sousa, onde a ideia do clipe é mostrar a beleza da mulher maranhense e a cultura do norte-nordeste, onde o samba é muito presente, principalmente nas manifestações de Tambor de Crioula do Maranhão em que os Prettos traçam um paralelo com o Marabaixo - manifestação folclórica e cultural do estado do Amapá.
Em 2021 - Prettos lança o DVD - Quintal dos Prettos, o primeiro áudio visual da dupla, o que consagra Magnu Sousá e Maurilio de Oliveira, como os sambistas que trouxeram de volta a verdadeira roda de samba para o grande público, numa atmosfera que relembra os antigos movimentos de samba, sem microfone e aparatos tecnológicos, onde o povo canta junto. O áudio visual contou com a participação de Emicida, Maria Rita, Salgadinho, Arlindinho e o compositor Fred Camacho. Um verdadeiro marco na história do samba, por se tratar de uma produção audaciosa, onde todos os instrumentos e vozes foram captados simultaneamente, tudo ao vivo e sem overdubs, ou seja, sem ser refeito em estúdio.
Na categoria Rolê do Ano de 2022, o Quintal dos Prettos teve indicação na 2ª edição do Prêmio Potencias, importante premiação apresentada pela cantora Preta Gil, que visa enaltecer personalidades pretas em vários segmentos.

## Produções Fonográficas
Prettos participou de produções, acompanhamento, arranjos, direção; musical, artística e executiva em diversos álbuns:
1. Um Brinde Ao Mestre Cartola[123]
2. Prettos no Pagode[124]
3. Quintal dos Prettos[125]
4. Prettos - Novo Viver[126][127]
5. Prettos - Essência da Origem[128][129]
6. Esmeralda Ortiz[130][131]
7. Tia Cida[132]
8. Quinteto em Branco e Preto[133]
9. Comunidade Samba da Vela[134][135]
10. Jair Rodrigues[136]
11. Graça Braga[137]
12. Nanana da Mangueira[138]
13. Grupo Essência do Samba
14. Berço de Samba de São Mateus[139]
15. Nei Lopes[140]
16. Germano Matias[141]
17. Osvaldinho da Cuica[142]
18. Marcelo Teroca

## Participações Especiais
"Prettos" participou de diversas colaborações em CDs, DVDs e Audiovisuais.
- Sambabook Beth Carvalho[143] - Audiovisual - Álbum lançado em 2025, que homenageia a Cantora Beth Carvalho, conhecida como Madrinha do Samba e de um time de diversos artistas os Prettos[144] também faz parte.
- Marquinhos Sensação[145] - Audiovisual - Pintando o Samba de Prateado, o qual Prettos participam cantando alguns sucesso da carreira de Marquinhos, do tempo em que ele era cantor e interprete no Grupo Sensação - 2022. Além dos Prettos participaram diversos outros artistas; Xande de Pilares, Belo, Maria Rita, Thiaguinho, Rodriguinho, Mano Brow e Ice Blue dos Racionais Mcs
- Turma do Pagode - Audiovisual - onde os Prettos são homenageados por serem os criadores do movimento Quintal dos Prettos, que agrega valor[146] a Turma no Quintal (título do trabalho), participando com dois sambas autorais - “Deixa Cair e Melhor pra nós dois”[147][148] -  2021
- AmarElo - Emicida - onde Prettos[149] participa na na faixa - “Quem tem um amigo tem tudo”[150], juntamente com Zeca Pagodinho e Banda Japonesa Tokyo Ska, essa música ganha o clipe onde todos são transformados em desenho animado e visitam o universo Dragon Ball[151]. - 2020
- Deco Romani - Cd - Excelente sambista, cantor e compositor natural de Piracicaba - SP, que reuniu grandes nomes com Xande de Pilares, Moacyr Luz, Sereno (Fundo de Quintal) e Prettos[152] no samba intitulado “A Roda”- 2020
- Emicida Single[153] - Yasuke do Rapper Emicida - produzida especialmente para o desfile da São Paulo Feshion Week[154] - 2017
- Em 2015 - Maurílio de Oliveira - participou da 4ª edição do Programa The Voice Brasil da Rede Globo.[155]
- Osvaldinho da Cuica - Álbum - Osvaldinho da Cuica 70 anos - Interpretando o samba intitulado “Novo Quilombo” - 2010
- Jair Rodrigues - Álbum[156] - em Branco e Preto - Participação no coral e Produção musical - 2008
- Germano Matias - Audiovisual - Ginga no Alfalto[157] 2007
- Beth Carvalho - Audiovisual - Canta o samba da Bahia[158], acompanhando Caetano Veloso, Gilberto Gil, Ivete Sangalo, Maria Bethania, Olodum, Carlinhos Brown, Margareth Menezes, Mariene de Castro, entre outros - 2006
- Beth Carvalho - Audiovisual - 40 anos de carreira[159] - Apresentando-se com o Quinteto em Branco e Preto e acompanhando, Zeca Pagodinho, Fundo de Quintal, Nelson Sargento, Darcy da Mangueira, Vó Maria, Jongo da Serrinha - 2005
- Beth Carvalho - Audiovisual - Madrinha do samba - 2004 - Interpretando a música ”Madrinha” de autoria (Magnu Sousá / Paquera / Edvaldo Galdinho)

## Singles Oficiais e Videografia
| Ano  | Single                                                                                  | Autores | Álbum                                      |
| ---- | --------------------------------------------------------------------------------------- | --- | ------------------------------------------ |
| 2022 | 1. Antologia do Vacilo 2. A Volta Arrasa 3. Sigamos em Frente - part. Renato da Rocinha | 1. (Magnu Sousá / Maurilio de Oliveira / Nei Lopes) 2. (Magnu Sousá / Maurilio de Oliveira / João Martins) 3. (Magnu Sousá / Maurilio de Oliveira) | EP4 - Axé - Terra                          |
| 2021 | Num Corpo Só • Coração em Desalinho                                                     | (Arlindo Cruz / Luiz Claudio Picolé) • (Monarco/Ratinho)                                                                                           | DVD - Quintal dos Prettos Part. Maria Rita |
| 2021 | Oyá(canto de oração) • Sorriso Negro                                                    | (Carica/Prateado) • (Adilson Barbado/Jorge Portela/Jair de Carvalho)                                                                               | DVD - Quintal dos Prettos Part. Emicida    |
| 2020 | Quintal dos Prettos                                                                     | (Magnu Sousá/Maurilio de Oliveira) | Video Clipe - Prettos                      |
| 2020 | Sem Ataque, Sem Defesa • Brilho no Olhar                                                | (Sombra/Adilson Victor) • (Almir Guineto/Celso Leão/Daniel Brasileiro)                                                                             | DVD - Quintal dos Prettos                  |
| 2020 | Cabrochinha                                                                             | (Magnu Sousá/Maurilio de Oliveira) | Single                                     |
| 2019 | Dona do Poder                                                                           | (Magnu Sousá/Maurilio de Oliveira) | Single                                     |
| 2019 | Amor de Matar • Canto da Razão                                                          | (Jorge Portugal/Roberto Mendes)/(Ademir Fogaça/Leandro Lehart)                                                                                     | DVD - Quintal dos Prettos                  |
| 2019 | Novo Viver • Quem Gosta de Mim                                                          | (Magnu Sousá/Maurilio de Oliveira) • (Arlindo Cruz/Franco)                                                                                         | DVD - Quintal dos Prettos                  |
| 2019 | Caxambú • Caciqueando                                                                   | (Bidubi/Jorge Neguinho/Elcio/Zé Lobo) • (Noca da Portela/Valmir/Amauri)                                                                            | DVD - Quintal dos Prettos                  |
| 2018 | Hino Vira Lata - Emicida                                                                | (Emicida/Beatnick/K-Salaam) | DVD - 10 Anos de triunfo                   |
| 2017 | Yasuke (Bendito, Louvado Seja) - Emicida                                                | (Emicida/DJ Duh) | Single                                     |

### Projeção Internacional[170]
- Festival de Montreux Jazz Festival, Suíça em 2005, 2007[171], 2012
- França com Beth Carvalho Correau du temple[172] e Mestre Riachão da Bahia Cité de la music em 2005
- Equador em 2013 com Quinteto em Branco e Preto
- New York - 2008 - Berço de Samba de São Mateus[173]
- Festival Perú - Brasil no Peru em 2012 com Quinteto em Branco e Preto[174]
- Estados Unidos (San Francisco, Los Angeles[175], Newark, Chicago em 2005) com Beth Carvalho
- Festival Latino Americano na Itália em 2007 com Beth Carvalho
- Arts Alive - Africa dos Sul em 2000 com Beth Carvalho

## História
Filhos de pais músicos, os irmãos conheceram o samba ainda crianças. A história com a música começou dentro de casa, cuja mãe Antonia Barbosa de Oliveira de nome artístico Tonia Xique, cantava profissionalmente em estúdios com vários artistas na cidade de São Paulo, chegou a gravar um compacto duplo 78 rpm em 1978, um ano antes do nascimento de Maurílio. Já o pai, Gilberto Alves de Souza, de nome artístico Xique-Xique é músico, cantor, ritmista e compositor, foi quem ensinou os garotos a tocarem instrumentos de ritmo.
O primeiro contato com a Madrinha Beth Carvalho foi no bar Boca da Noite, um famoso reduto de Samba e MPB. Na época, esse bar era comandado pelo sambista e advogado Wilson Sucena, que inclusive foi a pessoa que a apresentou os irmãos pretos aos irmãos brancos, surgindo o então Quinteto em Branco e Preto. Beth, conhecida por apadrinhar vários artistas do mundo do samba, foi levada ao bar pela produtora musical Cidinha Zanon. Naquela noite, vários sambistas e compositores de São Paulo, sabendo que Beth Carvalho estava no Boca da Noite, foram lá a fim de apresentarem seus sambas, e eles, meninos ainda, quase não tiveram chances de se mostrar para Beth Carvalho. Lá pelas quatro da manhã quando ocorreu um certo silencio, como se diz; uma brechinha, Maurílio pediu um tom, (Lá menor) e começou a cantar o samba - 'Hora de Chorar', do álbum de carreira da Beth. Ela ficou visivelmente encantada. 
Depois disso, era como se aquela noite tivesse acabado para todo mundo e só havia ela e os meninos do Quinteto, que cantavam um samba atrás do outro e todos dos discos dela, com os mesmos arranjos. E partir daí começava uma grande história entre os meninos e Beth Carvalho. Por ironia do destino, o Magnu não estava nessa noite e Maurilio saia a todo momento que podia, para ligar e deixar mensagem no bip dele. Ligou várias vezes pra ele, que ao saber do que estava acontecendo, saiu de casa desesperado ainda de madrugada, mas não havia ônibus rodando naquele horário, e só conseguiu sair quase pelo amanhecer. Magnu chegou por volta de sete e meia da manhã no Boca, o samba já tinha acabado, porém recebeu um abraço da Beth que sorriu e disse: Só faltou você. Ele então sacou de uma agenda de trabalho, que inclusive iria faltar neste dia, e pediu para que a Madrinha escrevesse a sugestão de nome para o grupo. Essa agenda, infelizmente desapareceu anos depois, mas o texto era assim: "Sugestão para nome do grupo; 'Quinteto Café com Leite’, e eu assino em baixo, com amor, Madrinha Beth Carvalho, 20 de Agosto de 1996". Foi ali que nasce a decisão de Magnu e Maurilio ficarem exclusivamente vivendo para música, porque se não ficassem, a música não daria oportunidade deles crescerem. Três anos depois, Beth rebatizou o grupo como Quinteto em Branco e Preto, e os convidou para sua primeira excursão internacional na Africa do Sul em 2000.